# Myurium hochstetteri
Myurium hochstetteri là một loài Rêu trong họ Myuriaceae. Loài này được (Schimp.) Kindb. miêu tả khoa học đầu tiên năm 1900.